# Grzybieńczyk

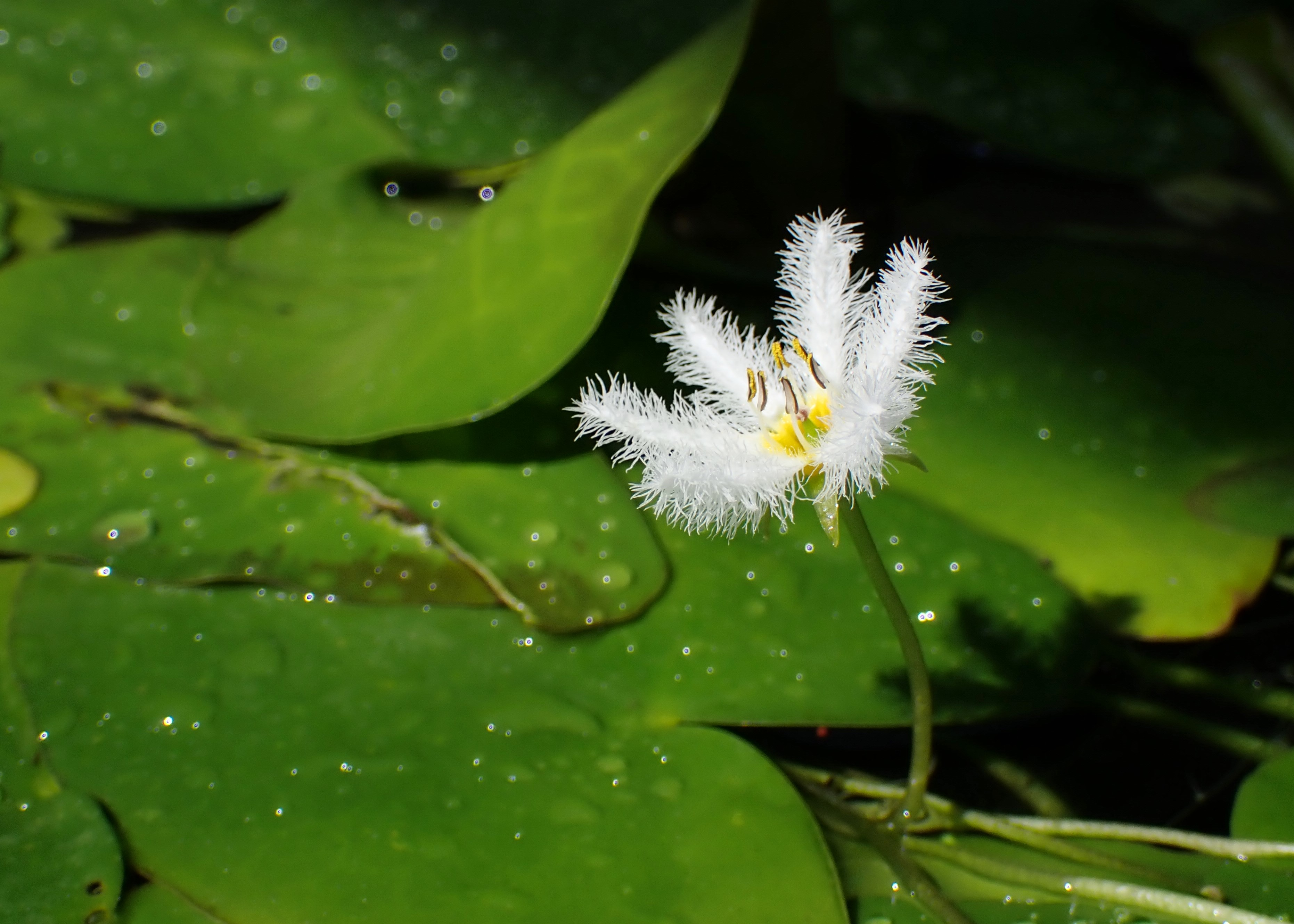
Nymphoides indica

Grzybieńczyk (Nymphoides Seg.) – rodzaj roślin należący do rodziny bobrkowatych (Menyanthaceae). Obejmuje 55 gatunków. Rośliny te spotykane są na wszystkich kontynentach z wyjątkiem Antarktydy. Największe zróżnicowanie jest w Australii, gdzie rośnie co najmniej 19 gatunków. W Polsce (i Europie) występuje tylko jeden gatunek – grzybieńczyk wodny N. peltata. Są to byliny, rzadziej rośliny jednoroczne rosnące w wodach. Nasiona przenoszone są przez mrówki (u gatunków australijskich) lub dzięki przestworom powietrznym unoszą się na wodzie i przez nią są przemieszczane.
Niektóre gatunki uprawiane są jako rośliny ozdobne, spichrzowe bulwy innych są spożywane, a nasiona wykorzystywane w medycynie. Z kolei rośliny rosnące w uprawach ryżu uznawane są za chwasty, a rosnące w kanałach nawadniających utrudniają ich użytkowanie.

## Morfologia
PokrójRośliny zielne, nagie, z krótkim kłączem i długimi rozłogami, rzadziej bez kłączy, o łodygach długich, unoszących się w wodzie, pojedynczych lub rozgałęziających się, czasem korzeniących się w węzłach. Niekiedy korzenie przybyszowe są bulwiasto zgrubiałe.
LiścieSkrętoległe, rzadko naprzeciwległe ogonkowe, bez przylistków. Blaszka liści pływająca, pojedyncza, dłoniasto żyłkowana, szerokojajowata do zaokrąglonej, całobrzega lub karbowana. Z wierzchu jest zielona, od spodu często ciemniejsza.
KwiatyPromieniste i obupłciowe lub jednopłciowe, wyrastają w skupieniach na długich szypułkach z węzłów łodygi. Działek kielicha jest 5, rzadziej są 4, są wąskotrójkątne i zrośnięte tylko u nasady. Płatków korony także jest 5, rzadziej 4, u różnych gatunków są zrośnięte na różnej długości. Mają barwę białą lub żółtą. W gardzieli zawsze znajduje się 5 wiązek frędzlowatych wyrostków, często łatki korony są też oskrzydlone wzdłuż brzegów. Pręcików jest 5 (rzadko 4), schowanych wewnątrz rurki korony (mają bardzo krótkie nitki). U nasady zalążni znajduje się 5 miodników. Szyjka słupka jest wąska.
OwoceKilkunasienne, niepękające torebki. Owoce zwykle są zanurzone. Nasiona są ścieśnione lub kulistawe, o łupinie gładkiej lub urzeźbionej.

## Systematyka
Pozycja systematyczna
Jeden z pięciu rodzajów z rodziny bobrkowatych (Menyanthaceae) z rzędu astrowców (Asterales).
Wykaz gatunków
- Nymphoides aquatica (J.F.Gmel.) Kuntze
- Nymphoides astoniae M.D.Barrett & R.L.Barrett
- Nymphoides aurantiaca (Dalzell) Kuntze
- Nymphoides balakrishnanii P.Biju, Josekutty, Haneef & Augustine
- Nymphoides beaglensis Aston
- Nymphoides bosseri A.Raynal
- Nymphoides brevipedicellata (Vatke) A.Raynal
- Nymphoides cambodiana (Hance) Tippery
- Nymphoides cordata (Elliott) Fernald
- Nymphoides coreana (H.Lév.) H.Hara
- Nymphoides coronata (Dunn) Chun ex Y.D.Zhou & G.W.Hu
- Nymphoides crenata (F.Muell.) Kuntze
- Nymphoides cristata (Roxb.) Kuntze
- Nymphoides disperma Aston
- Nymphoides elegans A.Raynal
- Nymphoides elliptica Aston
- Nymphoides exiliflora (F.Muell.) Kuntze
- Nymphoides ezannoi Berhaut
- Nymphoides fallax Ornduff
- Nymphoides flaccida L.B.Sm.
- Nymphoides forbesiana (Griseb.) Kuntze
- Nymphoides furculifolia Specht
- Nymphoides geminata (R.Br.) Kuntze
- Nymphoides grayana (Griseb.) Kuntze
- Nymphoides guineensis A.Raynal
- Nymphoides hastata (Dop) Kerr
- Nymphoides herzogii A.Galán & G.Navarro
- Nymphoides humboldtiana (Kunth) Kuntze
- Nymphoides humilis A.Raynal
- Nymphoides hydrophylla (Lour.) Kuntze
- Nymphoides indica (L.) Kuntze
- Nymphoides krishnakesara K.T.Joseph & Sivar.
- Nymphoides lungtanensis S.P.Li, T.H.Hsieh & Chun C.Lin
- Nymphoides macrosperma K.V.Nair
- Nymphoides milnei A.Raynal
- Nymphoides minima (F.Muell.) Kuntze
- Nymphoides minor (D.Don ex G.Don) S.Gupta, A.K.Mukh. & M.Mondal
- Nymphoides × montana Aston
- Nymphoides palyi Biju, Josekutty, Haneef & Augustine
- Nymphoides parvifolia (Wall. ex G.Don) Kuntze
- Nymphoides peltata (S.G.Gmel.) Kuntze – grzybieńczyk wodny
- Nymphoides planosperma Aston
- Nymphoides quadriloba Aston
- Nymphoides rautanenii (N.E.Br.) A.Raynal
- Nymphoides siamensis (Ostenf.) Kerr
- Nymphoides simulans Aston
- Nymphoides sivarajanii K.T.Joseph
- Nymphoides spinulosperma Aston
- Nymphoides spongiosa Aston
- Nymphoides subacuta Aston
- Nymphoides tenuissima A.Raynal
- Nymphoides thunbergiana (Griseb.) Kuntze
- Nymphoides tonkinensis (Dop) P.H.Hô
- Nymphoides triangularis Aston
- Nymphoides verrucosa (R.E.Fr.) A.Galán & G.Navarro
- Nymphoides walshiae R.W.Davis & K.R.Thiele